# Alej roku
Alej roku je anketa, kterou pořádá sdružení Arnika. Cílem je propagace stromořadí, která od nepaměti patří k české krajině. Nominovány mohou být jak aleje, kterým hrozí zánik, tak i čerstvě vysázené aleje. Nezáleží, zda jde o aleje známé, neznámé, vzrostlé, mladinké, ve městech, v krajině, kolem silnic nebo turistických tras. O vítězství může rozhodnout mimořádná krása, silný příběh, snaha místních lidí o záchranu nebo odhodlání lokálních patriotů uspět v konkurenci z celé republiky. 
Součástí ankety je i soutěž o nejkrásnější fotografii aleje.

## Výsledky
| ročník | název aleje                               | druh stromů                    | okres           | souřadnice                       |
| ------ | ----------------------------------------- | ------------------------------ | --------------- | -------------------------------- |
| 2024   | Platanová alej u pivovaru v Protivíně     | platan                         | Písek           | 49°12′14″ s. š., 14°12′59″ v. d. |
| 2023   | Alej ke klášteru Hora Matky Boží, Králíky | javor klen, jasan, jeřáb, lípa | Ústí nad Orlicí | 50°4′37″ s. š., 16°46′38″ v. d.  |
| 2022   | Lipová alej na Uhlířském vrchu            | alej 262 lip ve čtyřech řadách | Bruntál         | 49°58′23″ s. š., 17°26′24″ v. d. |
| 2021   | Klokotská alej                            | alej 123 lip malolistých       | Tábor           | 49°24′51″ s. š., 14°38′52″ v. d. |
| 2020   | Svárovská alej                            | alej 80 lip                    | Blansko         | 49°35′29″ s. š., 16°36′17″ v. d. |
| 2019   | Památná alej u Rakovnického potoka        | smíšená alej lip a javorů      | Rakovník        | 50°6′3″ s. š., 13°44′14″ v. d.   |
| 2018   | Alej Přátelství na jezeře Medard          | dubová alej                    | Sokolov         | 50°10′31″ s. š., 12°36′54″ v. d. |
| 2017   | Alej na Staré Husí cestě                  | ovocná alej                    | Česká Lípa      | 50°34′48″ s. š., 14°28′51″ v. d. |
| 2016   | Alej Kaštanka                             | kaštanová alej                 | Hradec Králové  | 50°12′17″ s. š., 15°48′26″ v. d. |
| 2015   | Budkovanská pohádková alej                | kaštanová alej                 | Blansko         | 49°19′50″ s. š., 16°46′21″ v. d. |
| 2014   | Třída 17. listopadu v Karviné             | sakura                         | Karviná         | 49°51′3″ s. š., 18°33′ v. d.     |
| 2013   | Stromořadí Lažánky-Jedovnice              | smíšená alej lip a jasanů      | Blansko         | 49°20′23″ s. š., 16°44′22″ v. d. |
| 2012   | Rybářská alej v Přerově                   | převážně javory                | Přerov          | 49°27′27″ s. š., 17°27′51″ v. d. |
| 2011   | Novodvorská alej                          | lipová alej                    | Blansko         | 49°22′39″ s. š., 16°42′56″ v. d. |